# スピネーテ
スピネーテ（イタリア語: Spinete）は、イタリア共和国モリーゼ州カンポバッソ県にある、人口約1,300人の基礎自治体（コムーネ）。

## 地理

### 位置・広がり

#### 隣接コムーネ
隣接するコムーネは以下の通り。括弧内のISはイゼルニア県所属を示す。
- バラネッロ
- ボヤーノ
- ブッソ
- カザルチプラーノ
- コッレ・ダンキーゼ
- サンテーレナ・サンニータ (IS)